# Août 2022
Août 2022 est le huitième mois de l'année 2022.

## Événements
- Tout le mois : un événement de mortalité massive impliquant des poissons, des castors et d'autres animaux sauvages, dans la partie polonaise de l'Oder, provoque une crise sanitaire et environnementale entre la Pologne et l’Allemagne[1].
- 26 juillet au 9 août : Olympiade d'échecs de 2022 à Chennai en Inde.
- 28 juillet au 8 août : Jeux du Commonwealth de 2022 à Birmingham en Angleterre
- 1er août : élections législatives aux Îles Cook.
- 2 août : la présidente de la Chambre des États-Unis, Nancy Pelosi, visite Taïwan, première visite d'un haut responsable américain depuis 1997 avec Newt Gingrich[2].
- 5 août :
  - élections législatives à Saint-Christophe-et-Niévès ;
  - explosion de l'installation de stockage de pétrole de Matanzas à Cuba.
- 7 août :
  - en Colombie, Gustavo Petro est investi président de la République, première personnalité de gauche à accéder à cette fonction ;
  - au Mali, des djihadistes attaquent le camp militaire de Tessit.
- 8 août : aux États-Unis, le FBI effectue un raid à Mar-a-Lago, la résidence de Donald Trump.
- 9 août : élections parlementaires et élection présidentielle au Kenya, William Ruto est déclaré vainqueur de la présidentielle, mais les résultats, annoncés par le président de la commission électorale, sont rejetés par quatre des sept membres de l'instance[3].
- 11 août au 21 août :
  - Championnats sportifs européens 2022 à Munich ;
  - Championnats d'Europe de natation 2022 à Rome.
- 14 août :
  - en Arménie, une explosion à Erevan fait 16 morts ;
  - en Égypte, un incendie dans une église à Gizeh tue 41 personnes dont au moins 18 enfants.
- 15 août : les États-Unis imposent des sanctions à trois hauts responsables du cabinet du président libérien George Weah, les accusant de corruption[4].
- 16 août : dans le nord de la Crimée, une explosion dans un dépôt de munitions force l'évacuation des civils ; les observateurs suggèrent qu'il pourrait avoir été touché par les forces ukrainiennes[5].
- 17 août :
  - Israël et la Turquie rétablissent leurs relations diplomatiques avec le retour des ambassadeurs dans les deux pays[6] ;
  - des archéologues découvrent l'un des plus grands sites mégalithiques d'Europe dans une ferme du sud de l'Espagne. Il date de 7 000 ans et contient plus de 500 menhirs[7].
- 18 août : un violent orage touche l'île française de Corse, la Toscane (Italie) et l'Autriche ; plusieurs personnes sont tuées[8],[9].
- 19 août : El Shafee Elsheikh, membre de la cellule de l'État islamique et des "Beatles", est condamné à huit peines d'emprisonnement à perpétuité par un tribunal de district des États-Unis pour son rôle dans l'enlèvement et la mort des otages James Foley, Steven Sotloff, Peter Kassig et Kayla Mueller[10].
- 19 août au 11 septembre : Tour d'Espagne 2022.
- 20 août : en Turquie : un camion sans freins percute une foule faisant 16 morts et 29 blessés[11].
- 21 août :
  - en Somalie, le siège d'un hôtel saisi par les combattants d'al-Shabaab à Mogadiscio se termine par la mort de tous les assaillants ; vingt et une autres personnes ont été tuées et 117 autres ont été blessées[12] ;
  - à Singapour, le gouvernement annonce qu'il dépénalisera les relations sexuelles entre hommes, qui sont illégales en vertu d'une loi de l'époque coloniale, tout en modifiant la Constitution pour définir le mariage comme une union hétérosexuelle[13].
- 22 août : un nombre record de 1 295 migrants illégaux traversent la Manche vers le Royaume-Uni sur de « petits bateaux » en une seule journée, selon le ministère britannique de la Défense[14].
- 23 août : le taux de change entre l'euro et le dollar américain tombe à 0,9928, taux le plus bas depuis la mise en circulation de la monnaie unique européenne[15].
- 24 août :
  - élections générales en Angola ; le président sortant João Lourenço et son parti, le MPLA, sont déclarés vainqueurs ;
  - en Ukraine, un bombardement de la gare de Tchaplyne par l'armée russe tue 25 personnes[16].
  - le mandat de Premier ministre de Thaïlande de Prayut Chan-o-cha est suspendu par la Cour constitutionnelle ; Prawit Wongsuwan le remplace par intérim.
- 26 août au 11 septembre : Championnat du monde masculin de volley-ball en Pologne et Slovénie.
- 28 août : la Colombie et le Venezuela rétablissent leurs relations diplomatiques après trois ans d'interruption[17].
- 29 août au 11 septembre : US Open de tennis 2022 à New York.
- 30 août :
  - en République démocratique du Congo, des militants des Forces démocratiques alliées tuent au moins 40 personnes lors d'une série de raids sur plusieurs villages du Nord-Kivu ; au moins 76 autres ont été kidnappés par le groupe[18] ;
  - en Ukraine, les membres de l'équipe de l'AIEA rencontrent Volodymyr Zelensky à Kiev avant de partir vers la centrale nucléaire de Zaporijjia.
- 31 août au 10 septembre : 79e édition de la Mostra de Venise en Italie.